# Nilo
Nilo là một khu tự quản thuộc tỉnh Cundinamarca, Colombia. Thủ phủ của khu tự quản Nilo đóng tại Nilo Khu tự quản Nilo có diện tích ki lô mét vuông. Đến thời điểm ngày 28 tháng 5 năm 2005, khu tự quản Nilo có dân số 4456 người.